# Aganaktismenoi

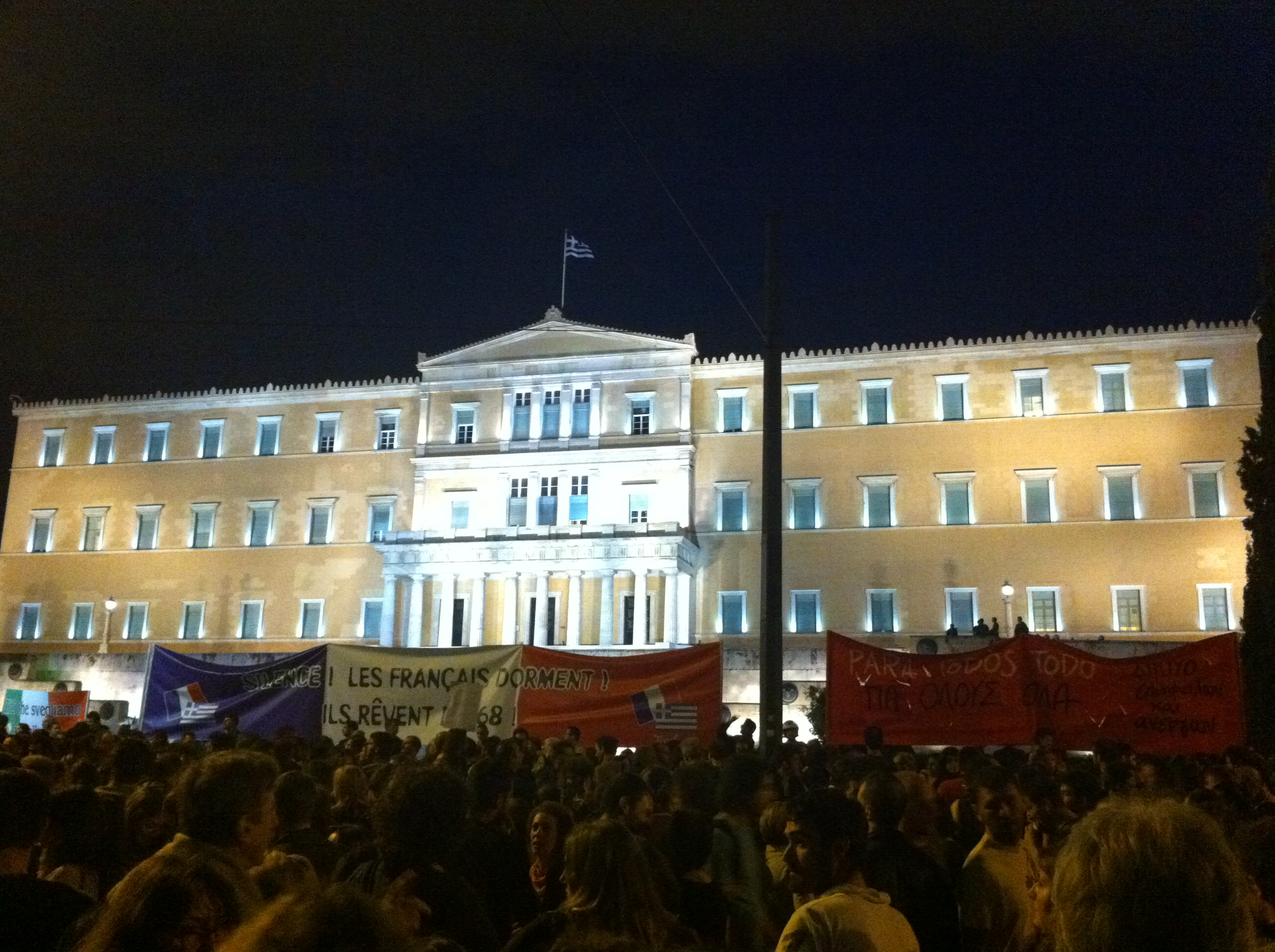
Demonstration vor dem Parlament in Athen

Aganaktismenoi (Αγανακτισμένοι, griech: die Entrüsteten, Empörten, uU auch als Wutbürger verstanden) waren Teil einer friedlichen, basisdemokratischen Protestbewegung von Bürgern, die vor allem ab dem 25. Mai 2011 bis August 2011 gegen die herrschende politische Klasse in Griechenland und den aufgezwungenen Sparkurs im Rahmen der Griechische Staatsschuldenkrise (siehe auch Euro-Rettungsschirm) durch die Europäische Zentralbank (EZB), der EU und dem Internationalen Währungsfonds (IWF) (siehe auch Troika), protestierten.
Die weitgehend parteifernen Demonstrationen, die soziale, wirtschaftliche und politische Missstände, Ursachen und Hintergründe der Protestbewegung in Griechenland ähneln denen in Spanien und der dortigen Protestbewegung, die unter anderem auch als Indignados (span.: Empörte) benannt wurde. Im Gegensatz zu früheren und späteren Protesten, wurden die der Aganaktismenoi ohne politische oder gewerkschaftliche Zugehörigkeit organisiert und waren politische Partei-Statements, wie auch jede Form der Gewalt, unerwünscht und wurden aktiv unterbunden.
Am 29. Mai haben alleine in Athen vor dem Parlament zwischen 80.000 und 100.000 Menschen an den Protesten teilgenommen. Am 5. Juni liegen die Schätzungen zwischen 200.000 und 500.000 protestierenden Menschen alleine in Athen.
Ab dem 28. Juni begannen gewaltsame Zusammenstöße zwischen der Polizei, Neonazigruppen und den friedlichen Demonstranten, wobei der griechischen Polizei die Zusammenarbeit mit den Neonazigruppen und die Anwendung unnötiger Gewalt vorgeworfen wurde.